# Avressieux
Avressieux é uma comuna francesa na região administrativa de Auvérnia-Ródano-Alpes, no departamento da Saboia. Estende-se por uma área de 8.07 km². Em 2010 a comuna tinha 535 habitantes (densidade: 1 hab./km²).